# Pau Nousty Sports
Maillots
Actualités
Dernière mise à jour : 5 avril 2021.

Le Pau Nousty Sports est un club de handball français basé à Nousty, près de Pau dans le département des Pyrénées-Atlantiques en région Nouvelle-Aquitaine. Pour la saison 2020-2021, l'équipe masculine évolue en Nationale 1 et l'équipe féminine en Nationale 2.

## Histoire
- Marcel Bordenave, « Nousty-Sports : un grand club d'un tout petit village », L'Équipe basket, handball, no 5,‎ 7 avril 1971, p. 39-40 (lire en ligne, consulté le 19 février 2020)
- Jean-Louis Michel, « À Nousty, on revit l'hiver », Hand-ball : bulletin fédéral, no 254,‎ novembre 1989, p. 8-9 (lire en ligne, consulté le 19 février 2020)

En novembre 1993, Nousty Sports devient Pau Nousty Sports, marquant ainsi le rattachement du club noustysien à la préfecture des Pyrénées-Atlantiques distante d'une dizaine de kilomètres vers l'est.

## Palmarès
Champion de France de Nationale 1 en 2013-2014, le Pau Nousty Sports n'avait pu accéder à la deuxième division professionnelle en raison de ses finances.

## Bilan par saison de la section masculine
| Saison    | Division                 | Rang                         | Coupe de France    |
| --------- | ------------------------ | ---------------------------- | ------------------ |
| 1963-1964 | Excellence (2)           | 9e, poule C                  | pas de compétition |
| 1964-1965 | Excellence (2)           | 7e, poule C                  | pas de compétition |
| 1965-1966 | ...                      | ...                          | pas de compétition |
| 1966-1967 | ...                      | ...                          | pas de compétition |
| 1967-1968 | ...                      | ...                          | pas de compétition |
| 1968-1969 | ...                      | ...                          | pas de compétition |
| 1969-1970 | Excellence (3)           | 5e, poule D                  | pas de compétition |
| 1970-1971 | Excellence (3)           | 2e, poule F                  | pas de compétition |
| 1971-1972 | Nationale 2 (2)          | 8e, poule A                  | pas de compétition |
| 1972-1973 | Nationale 2 (2)          | 10e, poule A                 | pas de compétition |
| 1973-1974 | Nationale 3 (3)          | 2e, poule H                  | pas de compétition |
| 1974-1975 | Nationale 3 (3)          | 4e, poule E                  | pas de compétition |
| 1975-1976 | Nationale 3 (3)          | 4e, poule H                  | ?                  |
| 1976-1977 | Nationale 3 (3)          | 4e, poule F                  | pas de compétition |
| 1977-1978 | Nationale 3 (3)          | 3e, poule E                  | ?                  |
| 1978-1979 | Nationale 3 (3)          | 5e, poule A                  | pas de compétition |
| 1979-1980 | Nationale 3 (3)          | 4e, poule G                  | pas de compétition |
| 1980-1981 | Nationale 3 (3)          | 2e, poule E                  | pas de compétition |
| 1981-1982 | Nationale 3 (3)          | 3e, poule A                  | pas de compétition |
| 1982-1983 | Nationale 3 (3)          | 6e, poule F                  | pas de compétition |
| 1983-1984 | Nationale 3 (3)          | 3e, poule 5                  | pas de compétition |
| 1984-1985 | Nationale 2 (3)          | 12e, poule 3                 | ?                  |
| 1985-1986 | Nationale 3 (4)          | poule 5                      | ?                  |
| 1986-1987 | Nationale 3 (4)          | poule 7                      | ?                  |
| 1987-1988 | Nationale 3 (4)          | poule 7                      | pas de compétition |
| 1988-1989 | Nationale 3 (4)          | poule 7. 4e du tournoi final | ?                  |
| 1989-1990 | Nationale 2 (3)          | poule 2                      | n.q.               |
| 1990-1991 | Nationale 2 (3)          | poule 2                      | n.q.               |
| 1991-1992 | Nationale 2 (3)          | poule 1                      | ?                  |
| 1992-1993 | Nationale 2 fédérale (3) | 4e, poule 1                  | n.q.               |
| 1993-1994 | Nationale 2 fédérale (3) | 2e, poule 1                  | ?                  |
| 1994-1995 | Nationale 1 fédérale (2) | 12e, poule 3                 | ?                  |
| 1995-1996 | Nationale 1 (3)          | 10e, poule 1                 | ?                  |
| 1996-1997 | Nationale 1 (3)          | ...                          | ?                  |
| 1997-1998 | Nationale 1 (3)          | poule 2                      | ?                  |
| 1998-1999 | Nationale 1 (3)          | 14e, poule 1                 | ?                  |
| 1999-2000 | Nationale 2 (4)          | poule 1                      | ?                  |
| 2000-2001 | ...                      | ...                          | ?                  |
| 2001-2002 | Nationale 2 (4)          | 6e, poule 1                  | ?                  |
| 2002-2003 | Nationale 2 (4)          | 4e, poule 1                  | ?                  |
| 2003-2004 | Nationale 2 (4)          | 11e, poule 1                 | pas de compétition |
| 2004-2005 | Nationale 2 (4)          | 6e, poule 1                  | ?                  |
| 2005-2006 | Nationale 2 (4)          | 3e, poule 1                  | ?                  |
| 2006-2007 | Nationale 2 (4)          | 3e, poule 1                  | ?                  |
| 2007-2008 | Nationale 2 (4)          | 2e, poule 1                  | ?                  |
| 2008-2009 | Nationale 1 (3)          | 8e, poule 2                  | ?                  |
| 2009-2010 | Nationale 1 (3)          | 10e, poule 1                 | ?                  |
| 2010-2011 | Nationale 1 (3)          | 5e, poule 1                  | ?                  |
| 2011-2012 | Nationale 1 (3)          | 5e, poule 1                  | ?                  |
| 2012-2013 | Nationale 1 (3)          | 4e, poule 1                  | 32e de finale      |
| 2013-2014 | Nationale 1 (3)          | 1er, poule 1                 | 16e de finale      |
| 2014-2015 | Nationale 1 (3)          | 5e, poule 2                  | 16e de finale      |
| 2015-2016 | Nationale 1 (3)          | 5e, poule 1                  | ?                  |
| 2016-2017 | Nationale 1 (3)          | 7e, poule 1 de maintien      | ?                  |
| 2017-2018 | Nationale 1 (3)          | 6e, poule 1 de maintien      | 32e de finale      |
| 2018-2019 | Nationale 1 (3)          | 6e, poule d'accession        | 32e de finale      |
| 2019-2020 | Nationale 1 (3)          | 10e, poule d'accession       | 32e de finale      |

1. ↑  En 2014, la CNCG a refusé l'engagement de Pau-Nousty en Division 2 qui n'est donc pas promu.

## Effectif actuel
| N° | Poste | Nom                 | Date de naissance   | Taille | Arrivée | Club précédent            | Sélection |
| -- | ----- | ------------------- | ------------------- | ------ | ------- | ------------------------- | --------- |
| 12 | GB    | Marc Astydamas      |                     |        | 2014    |                           |           |
| 22 | GB    | Kévin Baige         | 20/10/1993 (26 ans) | 1,87 m | 2018    | Billère Handball          | -         |
| 40 | GB    | Alexis Mathieu      | 18/06/1996 (23 ans) | ?      | 2017    | AS Saint Brice Courcelles | -         |
| 8  | ALG   | Baptiste Bergerou   |                     | ?      | 2014    | Formé au club             | -         |
| 45 | ALD   | Antoine Jomat       | 13/10/1998 (21 ans) | 1,78 m | 2018    | US Orléans Handball       |           |
| 7  | DC    | Maxime Lamude       |                     |        | 2014    | Formé au club             | -         |
| 18 | DC    | Alexandre Thiel     | 20/01/1993 (27 ans) | ?      | 2013    | Formé au club             | -         |
| 23 | ARG   | Victor Diaz Diez    | 10/02/1984 (36 ans) | 1,97 m | 2016    | US Saintes handball       | -         |
| 21 | ARD   | Juan Basmalis       | 18/11/1986 (33 ans) | 1,92 m | 2019    | Limoges Hand 87           | -         |
| 6  | PVT   | Julien Menjot       |                     |        | 2014    | Formé au club             |           |
| 9  |       | Damien Bergerou     |                     |        |         |                           |           |
| 24 | ARG   | Arnaud Fernandez    |                     | 1,93 m | 2017    | Girondins de Bordeaux HBC | -         |
| 28 |       | Julien Jauneau      |                     |        |         |                           |           |
| 29 |       | Brendan Monot       |                     |        |         |                           |           |
| 15 |       | Bastien Minvielle   |                     |        |         |                           |           |
| 17 |       | Florian Miegebielle |                     |        | 2016    | Formé au club             | -         |
| 87 | PVT   | Killian Baige       | 26/08/1995 (24 ans) | ?      | 2017    | Angers SCO Handball       | -         |

## Équipements
- Salle Municipale, rue du Béarn à Nousty,
- Gymnase Léo-Lagrange, rue Jean Génèse à Pau,
- Palais des Sports, boulevard du Cami Salié à Pau.